# II. István Uroš szerb király
II. István Uroš vagy István Milutin (szerbül: Стефан Урош II Милутин), (1253 – 1321. október 29.) szerb király 1282-től haláláig. Sikerült megvédenie országát a tatárjárástól.

## Életrajza
Támogatta fivérét, Dragutin Istvánt a Szerémségi lázadás leverésében.
Dragutin lemondásával jutott a trónra. Elvált első nejétől, János thesszáliai helytartó leányától, Annától és hogy a magyarok támogatását az ingatag testvére ellen megnyerje, elvette V. István magyar király leányát Erzsébetet. A görögök és tatárok sok kárt tettek országában, de 1284-ben és 1285-ben legyőzte a görögöket és több várost foglalt el tőlük. A tatárok viszont ismételve pusztították országát, utóbb pedig Sisman vidini knézzel szövetkezve törtek be Szerbiába, de István legyőzte őket, a vidini fejedelemséget pedig 1291-ben országához csatolta és 1294-ben felszabadította Bulgáriát a tatár járom alól.
Később a korábbi bolgár cár, Terter György leányát vette el és háborút indított a Bizánci Birodalom ellen. II. Andronikosz bizánci császár Simonis nevű leányát ajánlotta Istvánnak nőül, aki korábbi házasságát semmibe véve feleségül vette a császárleányt. Iréne császárné Istvánt kívánta császárnak, a koronát pedig Szerbiába küldte a királyt sürgetvén a koronázásra. Ez viszont nem tetszett István törvénytelen fiának, III. István Urosnak, aki háborúba kelt bocsátkozott édesapjával. Azonban vereséget szenvedett és II. István megvakíttatta. II. István nem tartotta be a bátyjának, István Dragutinnak tett ígéretét, és annak halála után fogságba ejtette unokaöccsét, területeit (Szerémség, Macsó) elfoglalta Mivel azonban e tartományokat Dragutin magyar felesége révén kapta, I. Károly magyar király megtámadta II. Istvánt, és győzelme után magyar fennhatóság alá vonta az említett területeket. István Károlyhoz ment és hűséget fogadott neki.
Ezek után még egyszer Bizáncba ment Iréne temetésére, majd hazatérve kibékült törvénytelen fiával, birtokot adományozott neki és másik természetes gyermekének, Konstantinnak. Nemsokára rablócsapatok törtek be Konstantin tartományába. István sereget gyűjtött, de hadi előkészületeit megakasztotta a halál. 1321-et írtak ekkor.

## Emlékezete
István gazdaságilag is valamelyest megszilárdította országát: réz-, vas-, ólom-, ezüst- és aranybányákat nyitott, fellendítette a kézműipart és a kereskedelmet is.
A király erkölcsi tekintetben nem volt feddhetetlen, gyakran folytatott romlott viszonyt férjes asszonyokkal is.